# Campeonato Mundial de Baloncesto de 1967
El V Campeonato mundial de baloncesto de 1967 organizado por la Federación Internacional de Baloncesto se llevó a cabo en Uruguay en 1967. Participaron 13 selecciones.

## Países participantes
| América                                                                  | Asia  | Europa                                    |
| ------------------------------------------------------------------------ | ----- | ----------------------------------------- |
| Argentina Brasil Estados Unidos México Paraguay Perú Puerto Rico Uruguay | Japón | Italia Polonia Unión Soviética Yugoslavia |

## Octavos de final
| Po. | Equipo          |
| --- | --------------- |
| 1   | Unión Soviética |
| 2   | Yugoslavia      |
| 3   | Brasil          |
| 4   | Estados Unidos  |
| 5   | Polonia         |
| 6   | Argentina       |
| 7   | Uruguay         |
| 8   | México          |
| 9   | Italia          |
| 10  | Perú            |
| 11  | Japón           |
| 12  | Puerto Rico     |
| 13  | Paraguay        |

|                                     |
|                                     |
| Campeón Unión Soviética 1.er título |

| Predecesor: Brasil 1963 | Campeonato Mundial de Baloncesto V edición | Sucesor: Yugoslavia 1970 |

## Plantilla de los equipos medallistas
1 URSS: Hennadij Čečuro, Modestas Paulauskas, Zurab Sakandelidze, Aleksandr Travin, Yuri Selijov, Anatoli Polivoda, Serguéi Belov, Priit Tomson, Rudolf Nesterov, Gennadi Volnov, Jaak Lipso, Vladimir Andreev. (Entrenador: Alexander Gomelski)
2 Yugoslavia: Radivoj Korać, Krešimir Ćosić, Ivo Daneu, Josip Djerdja, Petar Skansi, Rato Tvrdić, Borut Bassin, Nemanja Djuric, Trajko Rajkovic, Dragoslav Raznatovic, Vladimir Cvetkovic, Dragan Kovacic (Entrenador: Ranko Žeravica)
3 Brasil: Amaury Antônio Pasos, Sérgio de Toledo Machado, Ubiratan Pereira Maciel, César Augusto Sebba, Hélio Rubens Garcia, José Luiz Olaio Neto, Jatyr Eduardo Schall, Luiz Cláudio Menon, Antônio Salvador Sucar, José Edvar Simões, Emil Rached, Carlos Domingos Massoni (Entrenador: Togo Renan Soares)
- Datos: Q810333